# Коркаваямские источники
Коркаваямские источники — минеральные горячие источники на полуострове Камчатка.
Расположены термальные источники в широкой плоской долине левого притока реки Верхняя Палана — Коркаваяма, в месте слияния его двух главных истоков.
Температура источников до 43 °C.
Дебит источников — 2 л/с, минерализация— 1,18 г/л, содержание кремнекислоты — 0,15 г/л.